# Eparchia jarańska
Eparchia jarańska – jedna z eparchii Rosyjskiego Kościoła Prawosławnego. Wchodzi w skład metropolii wiackiej.
Erygowana decyzją Świętego Synodu Rosyjskiego Kościoła Prawosławnego z 4 października 2012. Została wydzielona z eparchii wiackiej. Jej pierwszym ordynariuszem został 6 grudnia 2012 Paisjusz (Kuzniecow).